# Masi Torello
Masi Torello là một đô thị ở tỉnh Ferrara, vùng Emilia-Romagna của Italia, nằm ở vị trí cách khoảng 50 km về phía đông bắc của Bologna và khoảng 15 km về phía đông của Ferrara. Tại thời điểm ngày 31 tháng 12 năm 2004, đô thị này có dân số là 2.355 người và diện tích là 22,9 km².
Đô thị Masi Torello có các frazione (subdivision) Masi San Giacomo.
Masi Torello giáp các đô thị: Ferrara, Ostellato, Portomaggiore, Voghiera.